# Владислав Яковіцький
Владислав Яковіцький (пол. Władysław Marian Jakowicki; 19 вересня 1885 року, Вітебськ — після вересня 1939 року, СРСР) — польський медик, акушер-гінеколог; професор (1925), ректор Університету Стефана Баторія у Вільно (1936—1937).

## Біографія
Народився у Вітебську. Там же в 1903 році закінчив гімназію. Навчався в Московському університеті; внаслідок революції 1905 року переїхав до Львова. У Львівському університеті отримав диплом доктора медицини (1910). Викладав у Львові в 1910—1914 і 1917—1918 роках. Під час Першої світової війни в якості військового лікаря поступив на службу в Польські легіони Юзефа Пілсудського; після здобуття незалежності Польщі вступив до Війська польського; підполковник (1920).
У 1920—1925 роках працював у Варшавському університеті. З 1925 року викладав в Університеті Стефана Баторія у Вільно (УСБ); професор (1925). У 1929—1930 роках був деканом медичного факультету УСБ. Займаючи керівні посади, особливо переймався будівництвом нової будівлі факультету. Одночасно був керівником Акушерсько-гінекологічної клініки УСБ. У 1925—1939 роках був ректором Університету Стефана Баторія.
Після початку Другої світової війни та окупації Вільнюса радянськими військами, проф. Яковицький наприкінці вересня (приблизно 25-го) 1939 року був заарештований органами НКВС та перебував у тюрмі в Мінську, засуджений до 10 років ув'язнення. Ймовірно, там же він й помер; точна дата та місце його смерті залишаються невідомими.

### Наукова діяльність
Владислав Яковицький належав до багатьох наукових товариств — у тому числі до Львівської медичної асоціації, Варшавської медичної асоціації, Вільнюської медичної асоціації; у цих товариствах він виконував багато функцій, включаючи перебування на посту президента. Він також написав багато наукових праць з акушерства та гінекології.